# Божињевац
Божињевац је насеље у Србији у општини Бујановац у Пчињском округу. Према попису из 2022. било је 385 становника.
Овде се налази Железничка станица Бујановац.

## Демографија
У насељу Божињевац живи 263 пунолетна становника, а просечна старост становништва износи 34,3 година (32,2 код мушкараца и 36,5 код жена). У насељу има 92 домаћинства, а просечан број чланова по домаћинству је 4,09.
Ово насеље је великим делом насељено Србима (према попису из 2002. године), а у последња три пописа, примећен је пораст у броју становника.
|  |

| Демографија | Демографија | Демографија |
| Година      | Становника  | Становника  |
| ----------- | ----------- | ----------- |
| 1948.       | 126         |             |
| 1953.       | 144         |             |
| 1961.       | 199         |             |
| 1971.       | 339         |             |
| 1981.       | 308         |             |
| 1991.       | 322         | 314         |
| 2002.       | 376         | 388         |
| 2022.       | 385         |             |

| Етнички састав према попису из 2002.‍ | Етнички састав према попису из 2002.‍ | Етнички састав према попису из 2002.‍ | Етнички састав према попису из 2002.‍ | Етнички састав према попису из 2002.‍ |
| ------------------------------------ | ------------------------------------ | ------------------------------------ | ------------------------------------ | ------------------------------------ |
|                                      |                                      |                                      |                                      |                                      |
| Срби                                 | Срби                                 |                                      | 368                                  | 97,87%                               |
| Бугари                               | Бугари                               |                                      | 4                                    | 1,06%                                |
| Албанци                              | Албанци                              |                                      | 2                                    | 0,53%                                |
| Хрвати                               | Хрвати                               |                                      | 1                                    | 0,26%                                |
| Македонци                            | Македонци                            |                                      | 1                                    | 0,26%                                |

| Година пописа     | 1948. | 1953. | 1961. | 1971. | 1981. | 1991. | 2002. |
| ----------------- | ----- | ----- | ----- | ----- | ----- | ----- | ----- |
| Број домаћинстава | 24    | 26    | 47    | 70    | 82    | 85    | 92    |

| Број чланова      | 1 | 2  | 3  | 4  | 5  | 6  | 7 | 8 | 9 | 10 и више | Просек |
| ----------------- | - | -- | -- | -- | -- | -- | - | - | - | --------- | ------ |
| Број домаћинстава | 7 | 12 | 13 | 26 | 15 | 10 | 7 | 1 | 0 | 1         | 4,09   |

| Пол    | Укупно | Неожењен/Неудата | Ожењен/Удата | Удовац/Удовица | Разведен/Разведена | Непознато |
| ------ | ------ | ---------------- | ------------ | -------------- | ------------------ | --------- |
| Мушки  | 137    | 37               | 93           | 3              | 4                  | 0         |
| Женски | 141    | 19               | 98           | 20             | 4                  | 0         |
| УКУПНО | 278    | 56               | 191          | 23             | 8                  | 0         |

| Пол    | Укупно                    | Пољопривреда, лов и шумарство | Рибарство                            | Вађење руде и камена | Прерађивачка индустрија       |
| ------ | ------------------------- | ----------------------------- | ------------------------------------ | -------------------- | ----------------------------- |
| Мушки  | 68                        | 2                             | 0                                    | 3                    | 27                            |
| Женски | 55                        | 1                             | 0                                    | 0                    | 33                            |
| УКУПНО | 123                       | 3                             | 0                                    | 3                    | 60                            |
| Пол    | Производња и снабдевање   | Грађевинарство                | Трговина                             | Хотели и ресторани   | Саобраћај, складиштење и везе |
| Мушки  | 1                         | 4                             | 1                                    | 2                    | 8                             |
| Женски | 0                         | 0                             | 3                                    | 6                    | 2                             |
| УКУПНО | 1                         | 4                             | 4                                    | 8                    | 10                            |
| Пол    | Финансијско посредовање   | Некретнине                    | Државна управа и одбрана             | Образовање           | Здравствени и социјални рад   |
| Мушки  | 0                         | 0                             | 5                                    | 1                    | 5                             |
| Женски | 0                         | 0                             | 2                                    | 0                    | 4                             |
| УКУПНО | 0                         | 0                             | 7                                    | 1                    | 9                             |
| Пол    | Остале услужне активности | Приватна домаћинства          | Екстериторијалне организације и тела | Непознато            | Непознато                     |
| Мушки  | 4                         | 0                             | 0                                    | 5                    | 5                             |
| Женски | 1                         | 0                             | 0                                    | 3                    | 3                             |
| УКУПНО | 5                         | 0                             | 0                                    | 8                    | 8                             |